# Toramojärvi
Toramojärvi är en sjö i Finland. Den ligger i kommunen Rovaniemi i landskapet Lappland, i den norra delen av landet, 700 km norr om huvudstaden Helsingfors. Toramojärvi ligger 109,1 meter över havet. Arean är 63,6 hektar och strandlinjen är 5,45 kilometer lång. Sjön  ingår i Kemi älvs huvudavrinningsområde. 